# Dennis Martínez
Pour les articles homonymes, voir Martinez.
Ne doit pas être confondu avec Denis Martinez.
José Dennis Martínez Emilia (né le 14 mai 1955  à Granada, Nicaragua) fut le premier joueur de baseball nicaraguayen à atteindre les Ligues majeures. 
Lanceur droitier surnommé « El Presidente (Le Président) » (ou parfois « El Perfecto »), il joue de 1986 à 1993 dans l'équipe des Expos de Montréal, pour qui il lance en 1991 le 13e match parfait de l'histoire du baseball majeur.

## Carrière de joueur
Martinez a évolué pour les cinq équipes suivantes :
- Orioles de Baltimore (1976-86)
- Expos de Montréal (1986-93)
- Indians de Cleveland (1994-96)
- Mariners de Seattle (1997)
- Braves d'Atlanta (1998).

Il commence sa carrière avec les Orioles de Baltimore en 1976, et remporte la Série mondiale de 1983 à leurs côtés, mais ne lance pas en séries éliminatoires après une année difficile. En novembre 1983, peu après la conquête du titre par Baltimore, il est arrêté pour conduite en état d'ivresse. Il entre alors en cure de désintoxication devient cette année-là abstinent après plusieurs années d'alcoolisme. Plus tard, il est engagé par l'équipe des Expos de Montréal, dont il devint le lanceur partant numéro un. Au cours de sa carrière de 23 années, Martinez a lancé 3999 manches et deux tiers en 692 parties, remportant 245 victoires contre 193 défaites, avec 2 149 retraits sur des prises et 30 blanchissages. 
En 1998, il remporte sa 244e victoire, une de plus que Juan Marichal, pour devenir le lanceur latino-américain ayant remporté le plus grand nombre de matchs dans les majeures. Il détient toujours le record et apparaît, après la saison 2009, au 50e des lanceurs les plus victorieux de l'histoire. Dennis Martinez est paradoxalement le lanceur des ligues majeures comptant le plus de triomphes parmi ceux qui n'ont jamais connu une saison de 20 victoires. 
Il est un des neuf lanceurs du baseball majeur à avoir gagné 100 parties dans chacune des deux ligues, l'Américaine et la Nationale.
Le plus grand exploit de Dennis Martinez fut sa partie parfaite, la 13e de l'histoire des majeures, dans une victoire de 2-0 des Expos contre les Dodgers, à Los Angeles, le 28 juillet 1991. Ce fut le quatrième et dernier match sans coup sûr de l'histoire des Expos et le seul match parfait de l'histoire de la franchise.
En août 1993, les Expos l'échangent aux Braves d'Atlanta contre le joueur de premier but Brian Hunter et le voltigeur des ligues mineures Troy Hughes, mais Martínez invoque sa clause de non échange pour bloquer la transaction.
Martinez a été choisi quatre fois pour participer au match d'étoiles du baseball majeur, pour la Ligue nationale en 1990, 1991 et 1992, puis pour l'Américaine en 1995. Il a dominé la Ligue Américaine pour les victoires en 1981 chez les Orioles, et la Nationale pour la moyenne de points mérités et les blanchissages en 1991 avec les Expos.

## Carrière d'instructeur
Après sa carrière de joueur, Martinez est assistant chez les Orioles de Baltimore, servant entre autres d'instructeur lors des camps d'entraînement.
De 2007 à 2012, Martinez est instructeur dans les ligues mineures dans l'organisation des Cardinals de Saint-Louis.
En 2012, il est le gérant de l'équipe de Nicaragua qui tente de se qualifier, sans succès, pour la Classique mondiale de baseball 2013.
À l'automne 2012, il est engagé comme instructeur des lanceurs de relève des Astros de Houston. En fonction pendant un an, il est congédié le 1er octobre 2013 en même temps qu'un collègue instructeur.

## Stade national Dennis Martinez
Le 20 novembre 1998, le stade national du Nicaragua est renommé, pour le 50e anniversaire de sa construction, le Stade national Dennis Martinez.